# Canthon unicolor
Canthon unicolor är en skalbaggsart som beskrevs av Blanchard 1846. Canthon unicolor ingår i släktet Canthon och familjen bladhorningar.

## Underarter
Arten delas in i följande underarter:
- C. u. tristis
- C. u. fortemarginatus